# Музей гитар

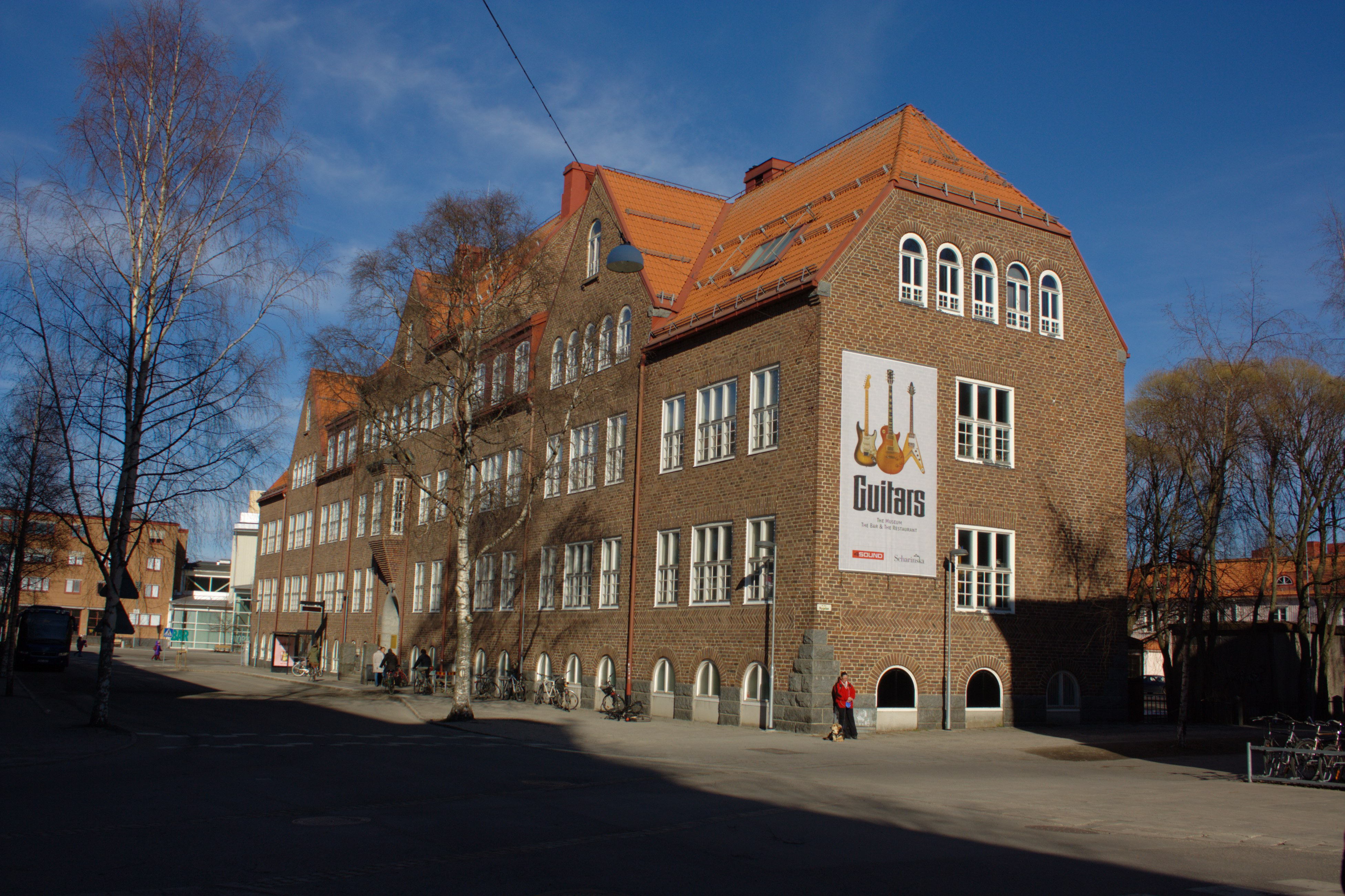
Здание, в котором расположен музей.

Музей гитар (швед. Gitarrmuseet) — музей, расположенный в центре города Умео, Швеция. Музей расположен в кирпичном доме, который ранее занимала вассаколанская школа имени Берцелиуса. Здание музея было построено в 1904 году. Он разделяет это здание вместе с рок-клубом, рестораном и музыкальным магазином. Музей открыт в конце января 2014 года в связи с объявлением города Умео культурной столицей Европы на 2014 год.
Музей находится в совместном ведении владельцев музыкального магазина, 4Sound и рок-клуба Шаринска (сохранившего это название даже после переезда из виллы Шаринска в Вассаколан), которые также инвестируют в этот музей денежные средства. Муниципалитет Умео поддерживает музей путём обновления и улучшения его помещений, а также годовым запланированным софинансированием в 2400000 шведских крон в 2014 и 2015 годах.

## Коллекция
Коллекции музея состоят в основном из электрогитар, выпущенных в 1950-х и 1960-х годах, также там представлена меньшая по размерам коллекция электрических бас-гитар, усилителей и других устройств, связанных с историей электрических гитар. Коллекция собиралась братьями Микаэлем и Сэмюэлем Аденами с 1970 года, но в полном своём виде не выставлялась на всеобщее обозрение, пока музей не был открыт.
Среди наиболее эксклюзивных гитар в коллекции присутствуют 1958 Gibson Flying V, 1960 Les Paul и Fender Broadcaster 1950. В общей сложности там представлено более 500 гитар. Музей привлёк международное внимание и был описан как крупнейший в своём роде в мире.
В дополнение к собственной коллекции музея в нём имеется помещение для временных выставок. К открытию выставки «Умео — столица европейского хардкора 1989—2000» в музее была представлена коллекция документов из архивов народного движения.